# Hans-Dieter Schmidt (Fußballtrainer)
Hans-Dieter Schmidt (* 9. Januar 1948 in Hannover) ist ein ehemaliger deutscher Fußballtrainer.

## Karriere
Hans-Dieter Schmidt war zunächst Fußballspieler (u. a. in der Jugend und bei den Amateuren von Hannover 96), musste aber aufgrund einer schwerwiegenden Verletzung bereits im Alter von 23 Jahren seine aktive Karriere beenden. In der Folgezeit machte er sein Diplom als Fußballtrainer und arbeitete die ersten Jahre beim SV 06 Lehrte.
Nachdem er fünf Jahre lang den SV Meppen und anschließend ein Jahr Eintracht Nordhorn trainierte, ging er als verantwortlicher Trainer zum VfB Oldenburg, wo er 1988 Deutscher Amateur-Vizemeister wurde. Es folgten zwei Jahre als Trainer der Amateurmannschaft des FC Bayern München, ehe er 1990 den Managerposten bei Hannover 96 übernahm. In dieser Zeit agierte er für zwei Spieltage als Interimstrainer, bis Michael Lorkowski die Mannschaft übernahm.
Es folgten weitere Stationen als Trainer und Manager beim VfB Lübeck und VfL Osnabrück, ehe er 1994 das erste Mal ins Ausland ging. Er wurde Trainer bei Baladeia Mehalla in der ersten Liga Ägyptens. Nach nur einem Jahr wechselte er in die erste Liga Saudi-Arabiens zu Quadessiah Al Khobar. 1996 kehrte er nach Deutschland zurück und übernahm den Managerposten beim 1. FC Magdeburg. Im September 1996 übernahm er zusätzlich auch das Traineramt und feierte u. a. den Aufstieg in die Regionalliga. Nach seiner Entlassung im Herbst 1999 hieß seine nächste Station Hamburger SV, wo er als Chefscout für die Nachwuchssichtung zuständig war.
In den Jahren 2003 bis 2007 war Schmidt erneut im Ausland tätig. Er trainierte Mannschaften im Iran (Persepolis Teheran), Ghana (King Faisal Babes, Ashante Kotoko Kumasi, All Blacks FC), Ägypten (Ismaily SC) und Südafrika (Black Leopards). Vom Anfang der Saison 2008/09 bis zum Dezember 2009 war Hans-Dieter Schmidt sportlicher Leiter beim Bezirksoberligisten SC BW 94 Papenburg. Er war 2009 drei Monate Trainer beim ghanaischen Erstligisten Eleven Wise FC.
Ab November 2015 war er Trainer in der ersten Kreisklasse Emsland/Mitte beim SV Hemsen. Hier beendete er Anfang November 2016 seine aktive Laufbahn.